# Xishuangbanna Gasa Airport
Xishuangbanna Gasa Airport är en flygplats i Kina. Den ligger i provinsen Yunnan, i den sydvästra delen av landet, omkring 400 kilometer sydväst om provinshuvudstaden Kunming.
Runt Xishuangbanna Gasa Airport är det ganska tätbefolkat, med 67 invånare per kvadratkilometer. Närmaste större samhälle är Xishuangbanna, 4,9 km nordost om Xishuangbanna Gasa Airport. I omgivningarna runt Xishuangbanna Gasa Airport växer i huvudsak städsegrön lövskog.
Genomsnittlig årsnederbörd är 1 593 millimeter. Den regnigaste månaden är juli, med i genomsnitt 356 mm nederbörd, och den torraste är februari, med 11 mm nederbörd.